# Adalbert von Aschersleben
Adalbert (* um 1136; † um 1171) war Graf von Aschersleben aus dem Geschlecht der Askanier.

## Leben
Er war der fünfte Sohn Markgraf Albrechts des Bären und dessen Frau Sophie. Seine Brüder waren unter anderen Otto, Markgraf von Brandenburg und Siegfried, Bischof von Brandenburg.
1147 wurde Adalbert erstmals in Gegenwart seines Vaters und einiger Brüder in einer Urkunde des Erzbischofs von Magdeburg als Zeuge genannt. 1155 wurde ihm die Grafschaft Aschersleben von seinem Vater übertragen, 1158 auch die Vogtei des Klosters Nienburg. In dieser Zeit heiratete er Adelheid, eine Tochter Markgraf Konrads des Großen von Meißen, nach dem Tod ihres ersten Ehemanns König Sven III. von Dänemark.
Adalbert hielt sich von Ende 1161 bis Herbst 1162 mehrere Male bei Kaiser Friedrich Barbarossa an dessen Sitz im italienischen Lodi auf. In den folgenden Jahren wurde er noch zweimal in erzbischöflichen Urkunden in Magdeburg erwähnt und schloss sich 1167 mit einigen seiner Brüder dem sächsischen Fürstenbündnis gegen Herzog Heinrich den Löwen an.
Um 1171 muss er gestorben sein. Die Grafschaft Aschersleben ging an seinen Bruder Bernhard, da er selbst keine männlichen Nachkommen hatte.